# Xiaocheng de Zhao
Xiaocheng de Zhao (chinois: 趙孝成王; régna 265 – 245 av. J.C.) était un roi de l'État de Zhao pendant la Période des Royaumes combattants de la Chine ancienne. Son règne a vu le déclin de la puissance militaire de Zhao en raison de la défaite catastrophique de l'État de Qin à la Bataille de Changping.
Le roi Xiaocheng est monté sur le trône au milieu d'une impasse militaire entre les Qin et les Zhao sur le statut de Shangdang, que Han avait cédé à Zhao sous le règne du roi Huiwen. Le commandant responsable des forces de Zhao, Lian Po, a opté pour une stratégie défensive de construction de fort. Peut-être en raison des accusations de Qin de la lâcheté de Lian Po, le roi Xiaocheng a décidé en 260 av. J.C. de le remplacer par Zhao Kuo, quelles que soient les objections du principal politicien Lin Xiangru. La stratégie offensive de Zhao Kuo a joué entre les mains du général Qin Bai Qi, et a finalement coûté la bataille à Zhao et, avec elle, la prééminence militaire de Zhao.
Le roi Xiaocheng est mort en 245 av. J.C. et a été remplacé par son fils et héritier, le roi Daoxiang de Zhao.